# Lönngrundet (Luleå)
Lönngrundet is een eiland annex zandbank behorend tot de Lule-archipel. Het eiland hoort bij Zweden en ligt in het noorden van de Botnische Golf ongeveer in het midden van de Rånefjärden. Het heeft geen oeververbinding, maar er is wel enige bebouwing.
Ågrundet · Alskäret · Avasjögrundet · Fågelreven · Flakaskäret · Fliggen · Furuholmen · Grangrundet · Granholmen · Hällholmen · Kilsgrundet · Köpmanholmen · Långholmen · Laxön · Laxögrundet · Lill-Kilholmen · Lönngrundet · Piltreven · Rödbergsgrunden · Sandviksreven · Skärgrundet · Skärgrundsflagan · Stor-Kilholmen · Stor-Lönngrundet · Troppen · Yttre Sandgrundet